# Априлски устанак
Априлски устанак (буг. Априлско въстание) био је оружани устанак Бугара у Османском царству од априла до маја 1876. године. Устанак је довео до поновног успостављања Бугарске 1878. године. Регуларна Османска војска и нерегуларне јединице башибозука сурово су угушили побуну, што је довело до јавних протеста у Европи, док су многи познати интелектуалци осуђивали османске злочине и пружали подршку бугарском становништву.
Устанак 1876. године је укључивао само оне дијелове Османског царства које су претежно насељавали Бугари. Појава бугарских националних осјећања блиско је била повезана са обнављањем Бугарске православне цркве 1870. године.

## Позадина
Почетком 1870-их година на Балкан продиру идеје социјализма, као последица Париске комуне. Најзначајнији представници балканских социјалиста били су Светозар Марковић у Србији и Христо Ботев у Бугарској. Марковић је у својим расправама критиковао целокупно српско грађанско друштво: романтизам Омладине, опортунизам либерала, монархију, бирократизам и државни централизам. Залагао се за револуцију против османске и аустроугарске власти, која би истовремено била и национална и социјална. Носилац револуционарно-демократске идеологије у бугарском ослободилачком покрету био је Васил Левски који је као циљ револуције поставио уништење деспотске тираније, успостављање демократске републике и равноправну заједницу балканских народа. Нове социјалистичке идеје су пуни израз добиле код Ботева који је ослобођење Бугарске видео у масовном бугарском устанку који би истовремено био друштвена револуција уперена и против османског феудализма и против домаћих чорбаџија. Устројство државе, засноване на сеоској општини, по њему требало је да буде републиканско, у склопу јужнословенских република.
Погледи Марковића и Ботева су били изузетно блиски захваљујући заједничком утицају руских народњака и социјалиста утописта, као и сличности друштвене средине у којој су се развијали. Радикализам и утопијски социјализам јавио се у балканским ослободилачким покретима услед раскорака између развијене Европе и неразвијеног балканског подручја, изражавајући се у тежњи да се прескочи раздобље капитализма и право уђе у социјализам. Ипак, Марковићеве и Ботевљеве идеје су биле значајне за даљи развој балканских ослободилачких покрета, не само као зачетак каснијих радикалних и радничких покрета, већ и указивањем на повезаност друштвене са националном револуцијом, што је одиграло посебну улогу у револуционарним покретима сељаштва под османском управом.

## Устанак
Иницијатива за уједињење акција бугарске емиграције у Румунији дошла је од Христа Ботева и Стевана Стамбулова већ на пролеће 1875. године. Бугарски револуционарни централни комитет добио је новог вођу - Ботева. Договорено је подизање устанка у Бугарској у коју су послати агитатори. Устанак је плануо у Старој Загори септембра 1875. године. Он није успео, јер се трновски комитет уздржавао од акције. Османске власти угушиле су устанак, што је довело до незадовољства бугарске емиграције.
Нови устанак покушали су да организују Ботевљеви сарадници. Формиран је нови комитет у Ђурђеву који је израдио план новог устанка крајем 1875. године. Почетак устанка одређен је за мај 1876. године. Бугарска је подељена у 4 револуционарна округа: трновски, сливенски, врачански и пловдивски. Завереници прелазе залеђени Дунав јануара 1875. године. Најпотпуније припреме спровео је Георги Бенковски у области Пловдива. Он је учествовао и у претходном неуспешном устанку. Скупљање оружја је ишло тешко, јер је оно куповано у Румунији од средстава добијених продајом стоке, па кријумчарено у северну Бугарску. На састанку 57 представника устаничких комитета крај Панађуришта одређено је да устанак крене 13. маја, али је он кренуо 2. маја (по јулијанском календару) у Копривштици. Одатле се пренео на Панађуриште и градић Клисуру. Пловдив и Пазарџик као велики центри нису захваћени, јер су тамо биле јаке турске снаге. Бенковски је преузео руковођење устанком, док остали окрузи нису показали одлучност у борби. Једино је Бенковски испунио ратни план. Устанак у Панађуришту нашао се тако одсечен од остатка земље. Османске власти угушиле су га без већих проблема. У првој половини маја вођене су огорчене борбе устаника и османских трупа код Стрелче, Клисуре, Петрича, Панађуришта, Перуштице, Брацигова и других места. Османске снаге су продрле у средиште устанка и спалиле Панађуриште. Бенковски се повукао на Стару планину, али је у једном окршају погинуо.
Остаци устаника пружали су огорчени отпор. Браниоци манастира Светих Арханђела извршили су самоубиство са женама и са децом како не би пали у руке Турака. Крајем маја устанак је угушен. Ботев се са 200 људи укрцао на аустријски пароброд Радецки у Ђурђеву, али је убијен 1. јуна након што је успео да пробије турски обруч, од стране залуталог метка.

## Последице
У Априлском устанку погинуло је око 30.000 људи, спаљено 80, а опљачкано око 200 села. Тешке репресалије након априлског устанка спречиле су подизање новог по уласку Србије и Црне Горе у рат против Османлија. У Србији је одмах штампан позив на бугарском језику за дизање устанка на бугарском подручју. Од бројних бугарских емиграната у Србији формиран је одред који је оперисао у склопу руско-бугарске бригаде. Након погибије Ботева у бугарској емиграцији у Румунији преовладало је умерено крило које је стварало благотворителне комитете за скупљање помоћи жртвама априлског устанка. Уз интервенцију врло активних словенофила предвођених Владимиром Јонином настало је Блгарско централно благотворително обштество које је измирило старе и нове емигранте и организовало учешће добровољаца у српско-турском рату. Када је 1877. почео и руско-турски рат, Обштество је позвало бугарски народ на нов устанак, а руска команда је формирала у Кишињеву 3 бугарска батаљона која су узела учешће у ратним операцијама.